# Tachyporus hypnorum
Espèce
Tachyporus hypnorum est une petite espèce d'insectes coléoptères de la famille des staphylinidés. Il mesure environ 3 mm de long et possède des élytres courts. On peut l'observer dans les zones moussues et les tas de débris végétaux. Il est commun au printemps et même en hiver.
Cet insecte est un prédateur généraliste s'attaquant à diverses proies : limaces, acariens, pucerons, thrips, aleurodes etc..